# Eoophyla mimicalis
Eoophyla mimicalis là một loài bướm đêm trong họ Crambidae.